# Francos (Otero de Rey)
Francos (llamada oficialmente Santiago de Francos) es una parroquia y una aldea española del municipio de Otero de Rey, en la provincia de Lugo, Galicia.

## Organización territorial
La parroquia está formada por tres entidades de población:
- Francos
- Maúnfe
- Reboreda

## Demografía

### Parroquia
| Gráfica de evolución demográfica de Francos (parroquia) entre 2000 y 2023 |
|                                                                           |
| Datos según el nomenclátor publicado por el INE.                          |

### Aldea
| Gráfica de evolución demográfica de Francos (aldea) entre 2000 y 2023 |
|                                                                       |
| Datos según el nomenclátor publicado por el INE.                      |